# Мёрфи, Фил
Фи́лип Да́нтон Мёрфи (англ. Philip Dunton Murphy; род. 16 августа 1957, Нидем, Массачусетс) — американский политик, губернатор штата Нью-Джерси с 2018 года.

## Биография
Получил степень бакалавра в Гарвардском университете и окончил Уортонскую школу бизнеса при Пенсильванском университете. В 1982 году пришёл на стажировку в Goldman Sachs, через год был зачислен в штат и проработал в компании 26 лет, в разное время возглавляя отделения во Франкфурте-на-Майне и Гонконге.
В 2000 году переехал с семьёй из Гонконга в Мидлтаун (Нью-Джерси) и в 2005 году оставил работу в «Goldman Sachs». Губернатор Нью-Джерси Ричард Коди в том же 2005 году назначил Мёрфи руководителем группы по разрешению пенсионного кризиса в штате. Одной из рекомендаций группы стала приватизация государственных активов, которую следующий губернатор, Джон Корзин, попытался, но не смог провести в жизнь. Другие меры — повышение пенсионного возраста и базовые пенсии для большего интервала зарплат со временем были осуществлены.
С 2006 по 2009 год Мёрфи возглавлял финансовую службу Национального комитета Демократической партии, когда его возглавлял Говард Дин, и, по утверждению самого Мёрфи, сумел привлечь 300 млн долларов в партийные фонды.
Кроме того, после ухода из бизнеса занимал активную гражданскую позицию — в частности, входил в руководство Национальной ассоциации содействия прогрессу цветного населения, а также нескольких благотворительных и местных общественных организаций, стал владельцем местной профессиональной женской футбольной команды Sky Blue FC.
В 2009—2013 годах являлся послом США в Германии, вернувшись в эту страну после работы на Goldman Sachs во Франкфурте-на-Майне в 1993—1997 годах. По окончании дипломатической миссии вернулся в свою консалтинговую фирму «Murphy Endeavors LLC».
7 ноября 2017 года, получив 56 % голосов, одержал победу на губернаторских выборах в Нью-Джерси, «выбив» из борьбы действующего вице-губернатора Ким Гуаданьо.
В ноябре 2021 года был переизбран, став первым с 1977 года губернатором-демократом Нью-Джерси, выигравшим второй срок.

## Семья
С 1983 года женат на Тэмми Снайдер. Она родилась в 1965 году, в 1987 году получила в Виргинском университете степень бакалавра искусств по английскому языку и связям с общественностью. В семье четверо детей: Джош (учился в университете Тафтса), Эмма (в 2017 году готовилась к поступлению в Виргинский университет, поступила), Чарли и Сэм (в том же 2017 году учились в престижной частной школе — Академии Филлипса в Андовере).